# Coelogyne caloglossa
Coelogyne caloglossa é uma espécie de orquídea epífita, família Orchidaceae, originária de Sulawesi.